# エンプラス
株式会社エンプラスは、埼玉県川口市に本社を置く大手精密プラスチックメーカーである。エンジニアリングプラスチック加工、発光ダイオード（LED）用拡散レンズで業界首位。

## 沿革
- 1962年 - 第一精工株式会社設立。
- 1982年 - 株式を店頭登録。
- 1984年 - 東京証券取引所2部上場。
- 1990年 - 現在の社名に変更。
- 2000年 - 東京証券取引所1部指定替え。
- 2011年 - インドネシアにPT. Enplas Indonesia を設立。
- 2013年 - 韓国にEnplas Corporation Korea Branchを設立。シンガポールにEnplas Semiconductor Peripherals Pte. Ltd.を設立し、半導体機器事業の本社機能を移管。
- 2014年 - イスラエルにEnplas (Israel) Ltd. を設立。タイにバンコク事務所設立。
- 2015年 - アメリカニューヨーク州にEnplas America, Inc. を設立。
- 2016年 - イギリスヒースローにEnplas (Europe) Ltd. を設立。

## 事業所
- 本社 - 埼玉県川口市
- グローバル本社 - 東京都千代田区
- 浜松町事業所 - 東京都港区
- 鹿沼工場 - 栃木県鹿沼市